# Bethlen-udvar
A Bethlen-udvar (Attila út 2-4.) ötemeletes bérház-tömb Budapest I. kerületében, a Tabán városrészben, az Attila út és a Krisztina körúton húzódó villamosvágányok között. Az 1920-as évek első felében épült neobarokk stílusban, oly módon, hogy a legfelső emelete fölött, még a padlásterében is manzárdlakásokat alakítottak ki. Pincerendszere is több emelet mélységű, összeköttetésben állt a mellette elfolyó Ördög-árok falazott csatornájával és állítólag a budai Vár-barlang labirintusával is.

## Története
Zártudvaros, monumentális épület, mely az akkoriban jelentkező lakásínség enyhítésére létesült, a fővárosnak az első világháború utáni első hatósági lakásépítkezése keretében; 148 lakását köztisztviselők részére kívánta bérbe adni a Népjóléti és Munkaügyi Minisztérium. Megvalósítása körül komoly gazdasági panama alakult ki, amely 1925-ben kapott nyilvánosságot.
A mai bérház helyén korábban, 1905-ig az özvegy Auguszt Elekné által vezetett Auguszt Cukrászda működött. A bérpalota építéséről az állami lakásépítési program keretében rendelkezett a Bethlen-kormány alatt működő Országos Lakásépítési Miniszteri Bizottság, a tervezők Neuschloss-Knüsli Kornél és ifjabb Gyenes Lajos voltak. Az épület 1924-ben épült fel. Az épület két bejárattal, illetve két lépcsőházzal és lifttel épült meg.
Lakói között a két világháború közti időszakban aránylag sokan voltak olyan középosztálybeli, keresztény szellemiségű értelmiségiek, akik leromlott anyagi helyzetük ellenére, többé-kevésbé őrizték még korábbi társadalmi-politikai befolyásukat. Élt itt Eckhardt Sándor (1890–1969) irodalomtörténész, nyelvész és politikus, Bajcsy-Zsilinszky Endre (1886–1944) politikus-újságíró, Mihelics Vid (1899–1968) keresztényszocialista politikus és újságíró, Zolnay László (1916–1984) régész, hírlapíró és Vaszary János (1867–1938) festőművész is.
Nagyseei Sey Dezsőné cimbalomművész megbízására egy mozit is kialakítottak a háztömbben, 1925-ben, Korona örökmozgó néven, Gattaringer Oszkár építészeti és Horcsik Nándor statikai tervei alapján. Megnyitása után nem sokkal a mozi szenzációs hírű bűncselekmény helyszíne lett: 1926 augusztusában ugyanis három betörő, a vészkijáratának kibontásával és némi falbontással behatolt a szomszédos helyiségekben működő, 14. számú postahivatalba és kirámolta azt.
A Bethlen-udvar 1947-ben komolyabb felújításon esett át, Kósa Zoltán és Szamosi Miklós tervei szerint, de az épület sarkain eredetileg elhelyezett koronás címereket akkor nem állították helyre, azok csak később kerültek vissza.

## Építésének fogadtatása
Az eredetileg gyenge minőségben készült, igénytelen lakástömeget magában foglaló, ráadásul az Ördög-árok völgyét épp egy szűkületében lerekesztő épület az egykori tabáni házak stílusához egyáltalán nem illeszkedett; bizonyos mértékig ma is kilóg a városképből, noha annak idestova száz éve a részévé vált. A tájidegen, szinte egy kőkockát idéző háztömb azonnal kivívta a kortársak ellenszenvét, és ez csak részben függött össze az építése körül kipattant botránnyal, a bírálatok fő oka az épület akkor kifejezetten eltúlzottnak számító méretezése volt.
Granasztói Pál és Polónyi Károly 1959-ben megjelentetett városrendezési elképzeléseiben is az szerepel, hogy a Bethlen-udvart – az Apród utca és a Döbrentei tér közti, Duna-parti bérházsorral együtt – le kell bontani, annak érdekében, hogy a Tabán, mint „világviszonylatban páratlan hely” az adottságainak megfelelő kiaknázása mellett válhasson a városközpont részévé.

## Képgaléria

### A Bethlen-udvar archív képeken

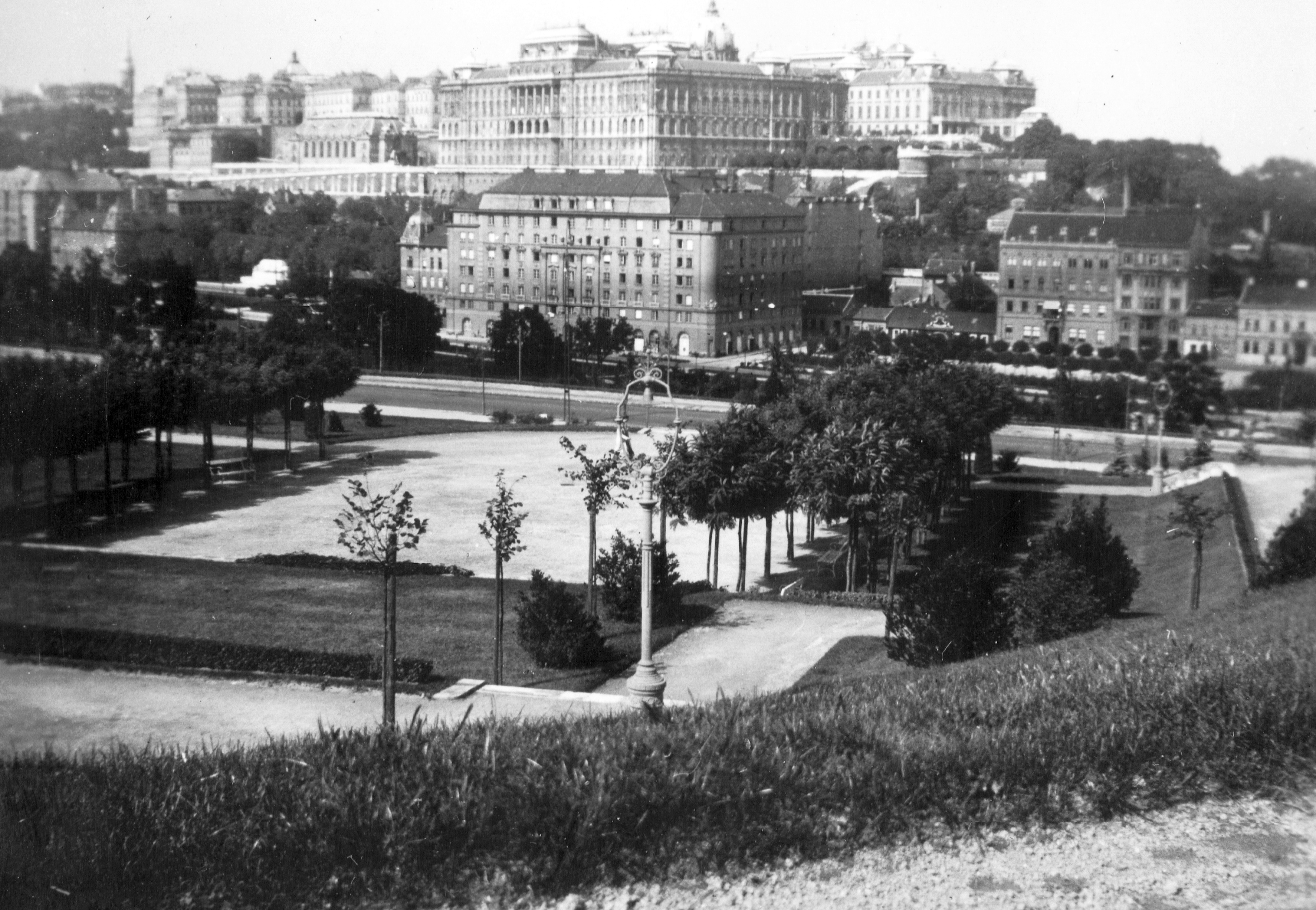
A Bethlen-udvar, háttérben a budai Vár (Fortepan 9094)
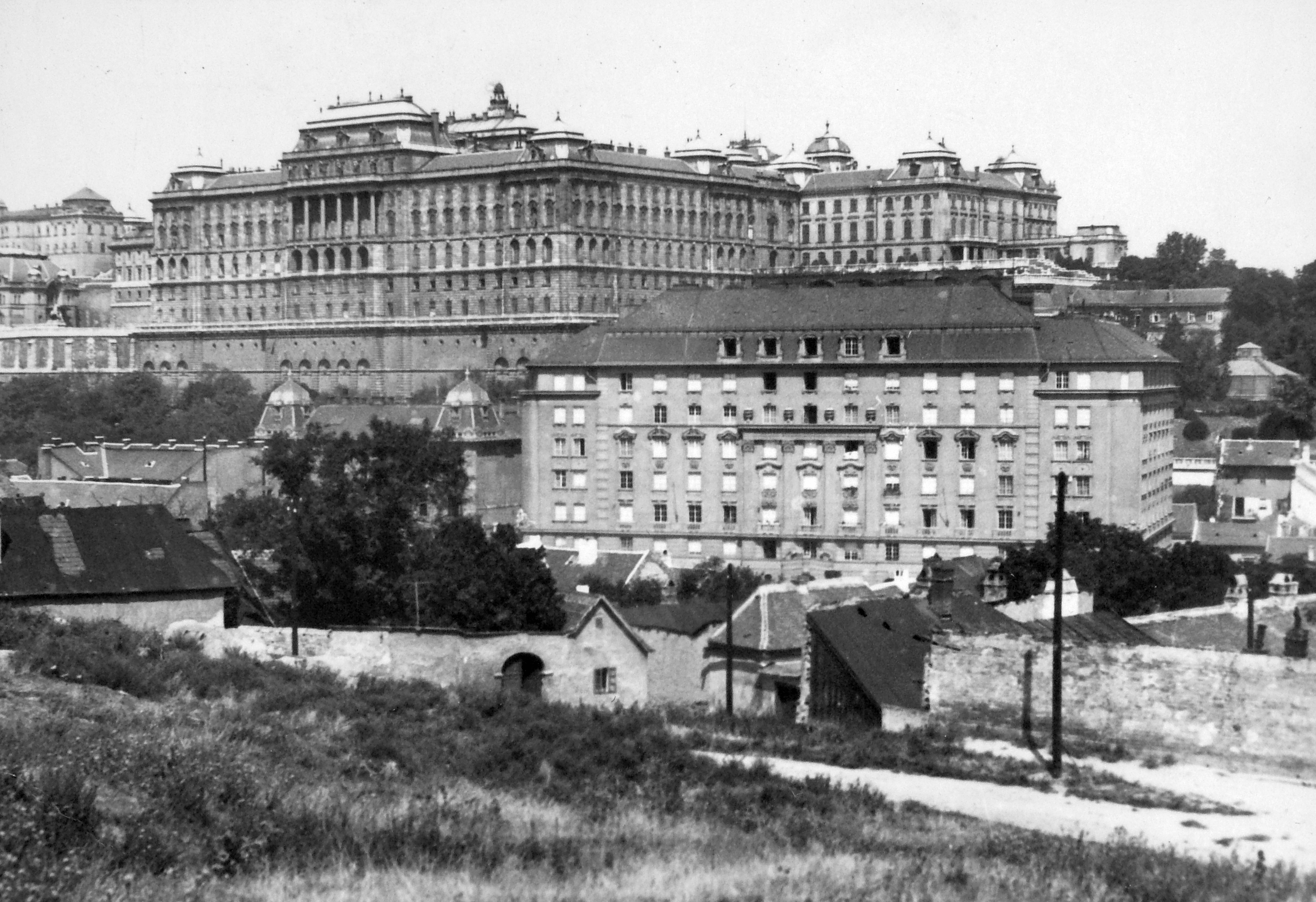
A Bethlen-udvar és a királyi palota (Fortepan 8840)
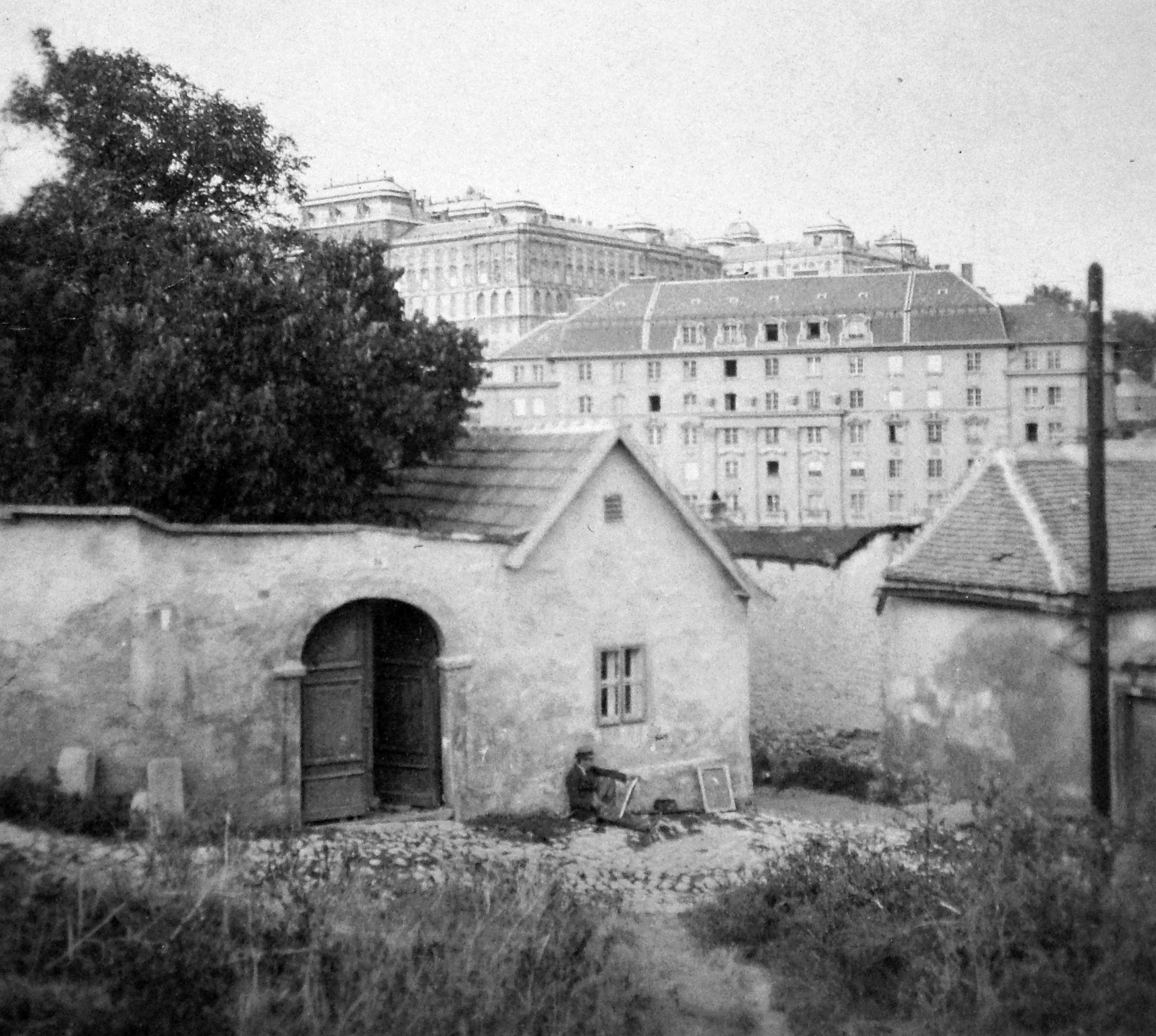
Az egykori Holdvilág utca, háttérben a Bethlen-udvar és a királyi palota (Fortepan 10522)
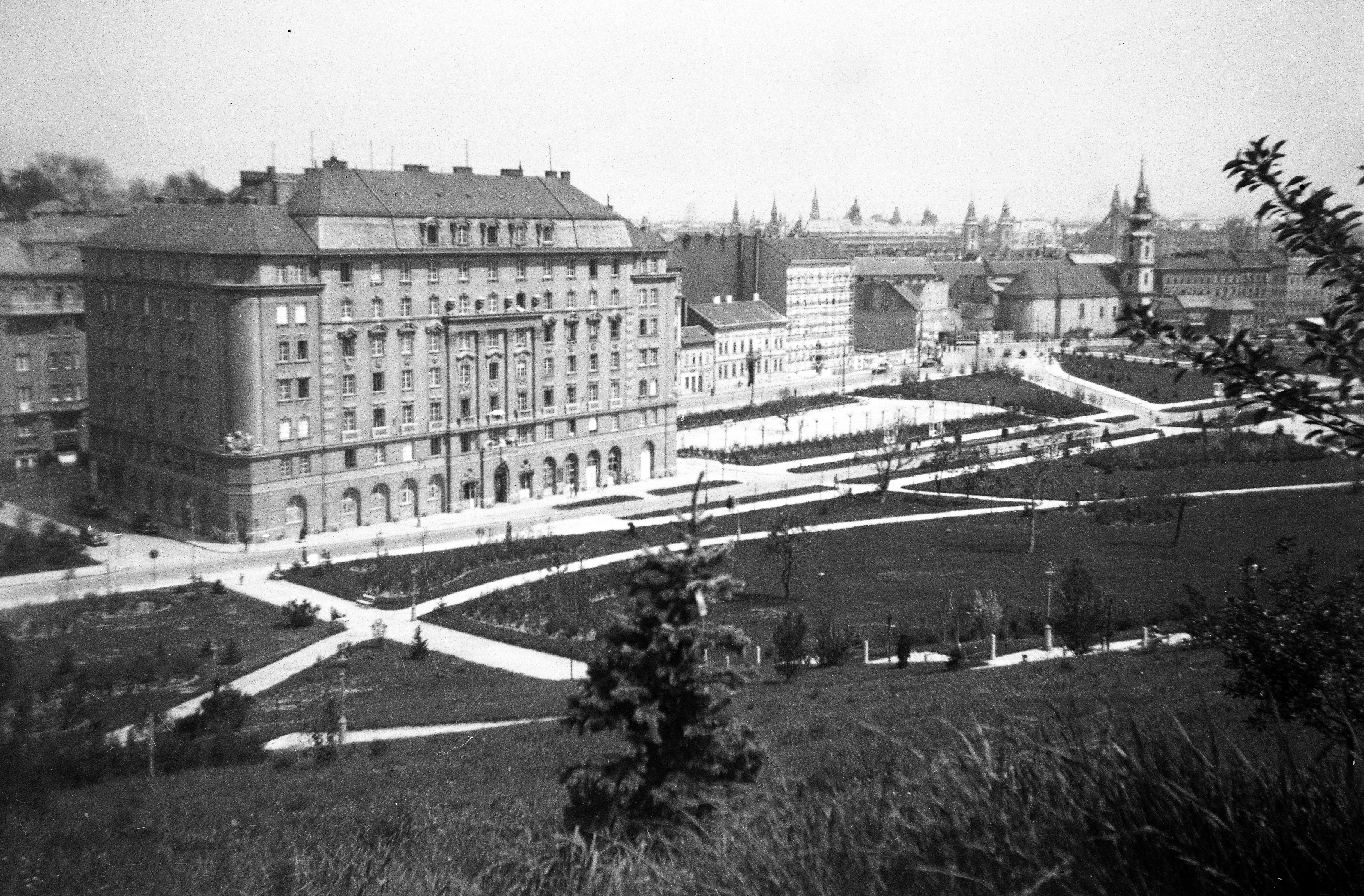
Balra a Bethlen udvar, jobbra az Alexandriai Szent Katalin-plébániatemplom (Fortepan 57163)
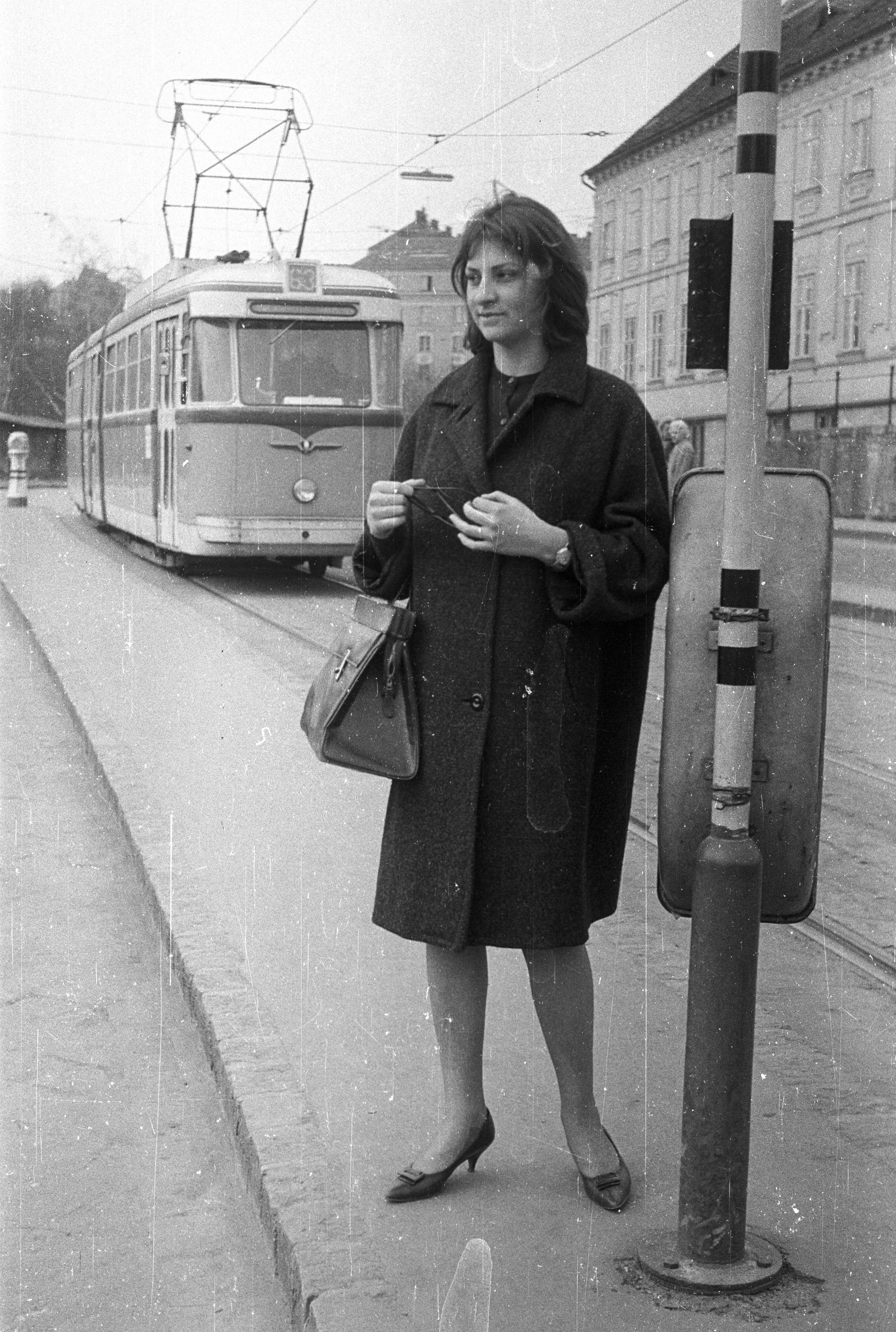
A Szarvas tér, háttérben a Bethlen udvarral (Fortepan 50845)
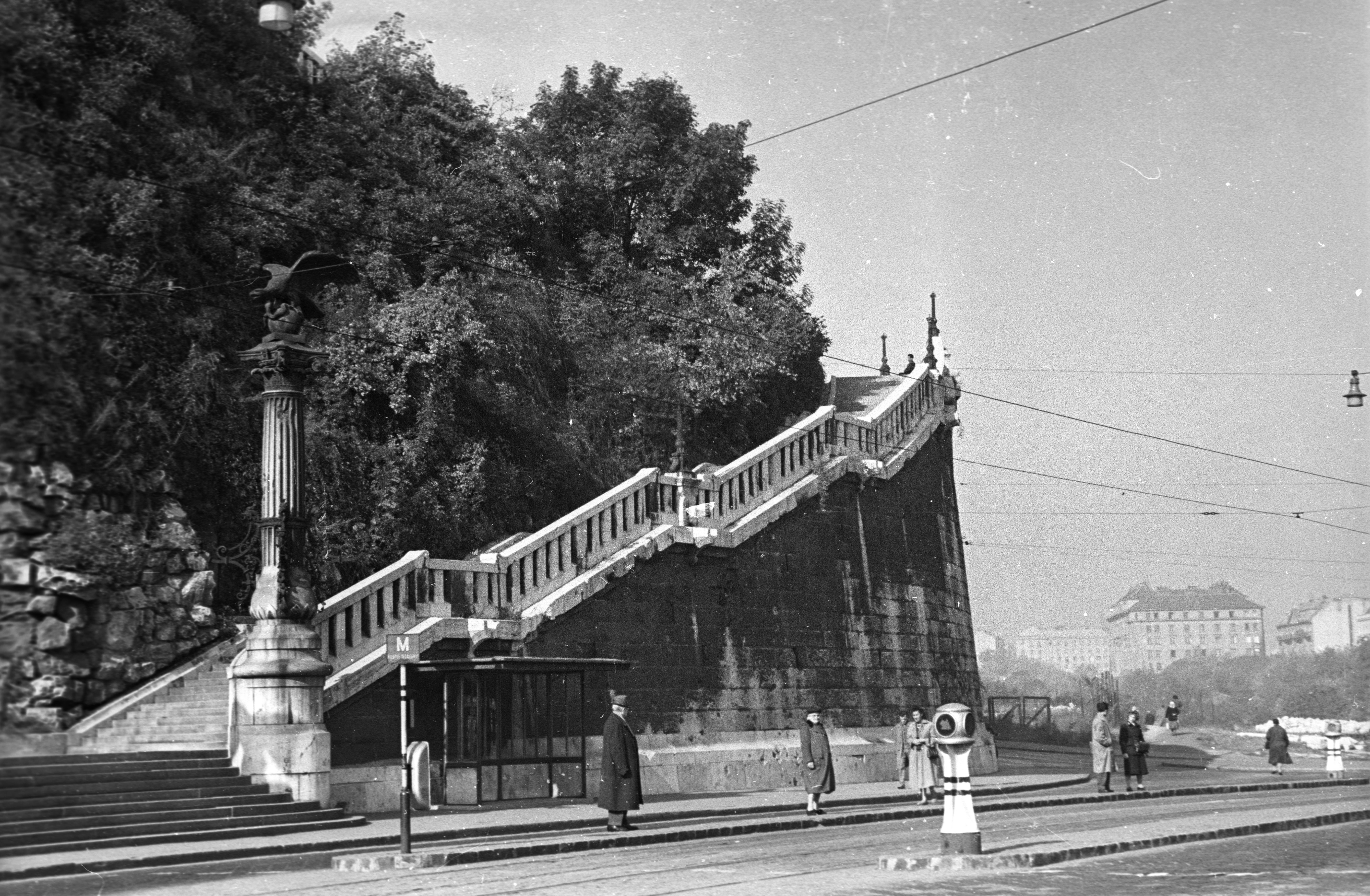
A Szent Gellért rakpart, távolban a Bethlen-udvar (Fortepan 79818)